# Ptychophallus barbillaensis
Ptychophallus barbillaensis is een krabbensoort uit de familie van de Pseudothelphusidae. De wetenschappelijke naam van de soort is voor het eerst geldig gepubliceerd in 2000 door Rodríguez & Hedström.